# Cristian Deliorga
Cristian Deliorga (n. 24 decembrie 1957, Medgidia, județul Constanța) este un jurist român care din 2019 ocupă funcția de judecător al Curții Constituționale.
Între 1982 și 2006 a ocupat funcția de procuror în mai multe parchete din județul Constanța.
Între 7 mai 2003 și 11 ianuarie 2011 a fost membru ales al Consiliului Superior al Magistraturii
Acesta este cunoscut pentru faptul că l-a condamnat la 4 ani de închisoare pe Mircea Băsescu, fratele fostului președinte al României Traian Băsescu
Activitate în cadrul societății civile:
Membru ales al Asociației Magistraților din România. În anul 1997, membru în Comitetul director al Asociației Magistraților din România, iar în luna martie 2003 vicepreședinte al Asociației Magistraților din România; Membru fondator al Societății române de științe penale, filiala Constanța.